# Бурая карпатская (порода коров)
Бурая карпатская поро́да (укр. Бура карпатська порода) — порода крупного рогатого скота молочного направления продуктивности. Выведена в Закарпатской области Украинской ССР скрещиванием аборигенного бурого горного карпатского и серого закарпатского скота с породами бурого альпийского скота, ведущих своё происхождение от швицкого. В конце XIX века для улучшения бурой карпатской породы ввозили скот горноинской, монтафонской, швицкой и частично альгаузской пород. Бурая карпатская порода была утверждена в 1973 году. На начало 1990 года поголовье скота бурой карпатской породы в хозяйствах СССР составляло 147,5 тысяч голов. 
По сравнению с другими бурыми породами животные бурой карпатской породы ниже ростом, короче, с более узким туловищем. Костяк крепкий. Животные хорошо приспособлены к разведению в горных условиях. Масть бурая, разных оттенков, по хребту светлая полоса, вокруг носового зеркала светлое кольцо, кисть хвоста часто тёмная. Телята родятся серебристо-серыми, со 2—3-го месяца начинают темнеть. Dысота в холке коров 128 см. Живая масса быков 700—800 кг, коров — 450—500 кг. Среднегодовой удой 2800—3700 кг молока, жирность молока — 3,6—3,7%. Животные бурой карпатской породы имеют хорошие показатели мясной продуктивности. При интенсивном выращивании бычки в 12-месячном возрасте достигают живой массы 323—355 кг, убойный выход составляет 58,2%. 
Разводят в основном в Закарпатской и Черниговской областях Украины.